# Sawmill (Arizona)
Sawmill – jednostka osadnicza w Stanach Zjednoczonych, w stanie Arizona, w hrabstwie Apache.